# 5. ceremonia wręczenia nagród British Academy Games Awards

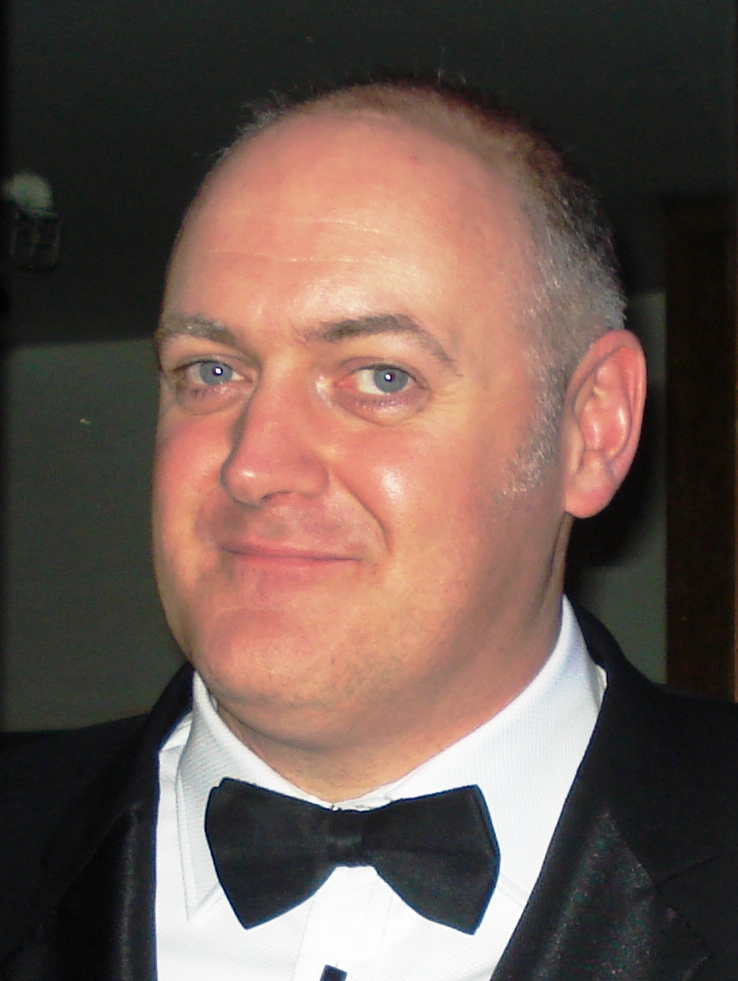
Dara Ó Briain był gospodarzem 5. ceremonii rozdania BAFTA Games Awards.

5. ceremonia wręczenia nagród British Academy Games Awards za końcówkę roku 2007 i rok 2008, zwana ze względu na sponsoring GAME British Academy Video Games Awards, odbyła się 10 marca 2009 roku w London Hilton w Londynie. Galę po raz pierwszy poprowadził brytyjski komik i prezenter telewizyjny Dara Ó Briain. Najwięcej nagród i nominacji otrzymała gra Call of Duty 4: Modern Warfare, ale to Super Mario Galaxy zdobył nagrodę na najlepszą grę.

## Zwycięzcy i nominowani

Gra Super Mario Galaxy zdobyła nagrodę za najlepszą grę.

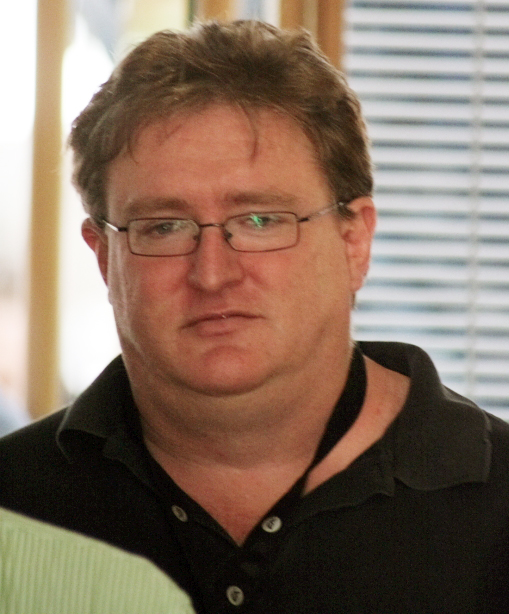
Gabe Newell – razem z Mikiem Boothem i Chetem Faliszkiem otrzymał nagrodę za najlepszy multiplayer.

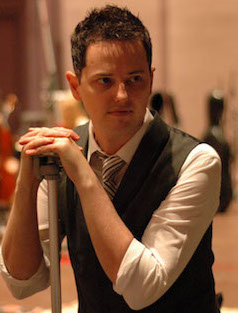
Jason Graves – razem z Donem Vecą otrzymał nagrodę za najlepszą muzykę.

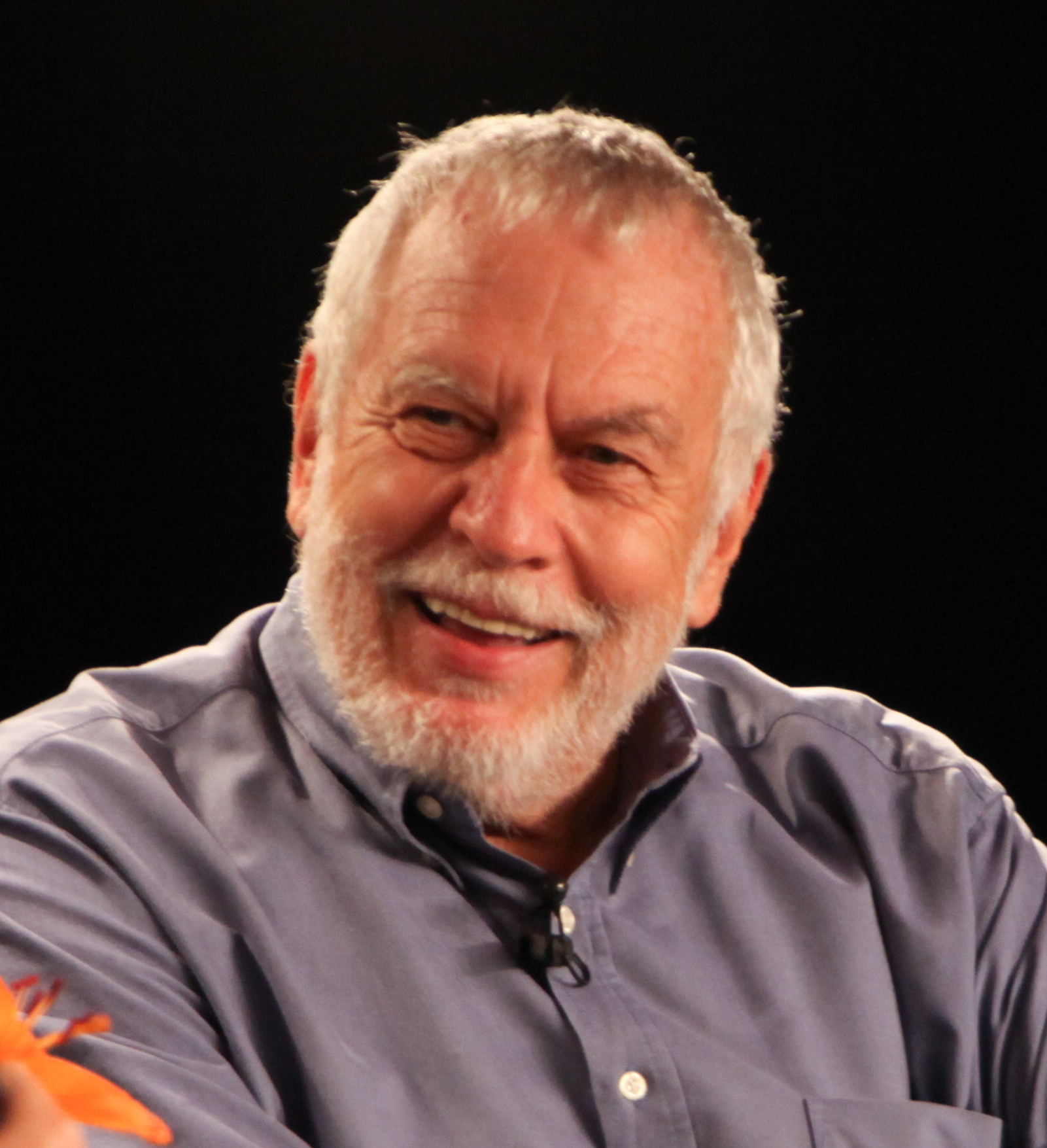
Nolan Bushnell – projektant gier, założyciel firmy Atari i twórca Ponga. Został uhonorowany nagrodą BAFTA Fellowship.

Zwycięskie gry zostały wyróżnione pogrubioną czcionką

### Nagrody BAFTA – Kategorie konkurencje
| Akcja i przygoda (Action And Adventure) - Fable II – zespół produkcyjny - Call of Duty 4: Modern Warfare – zespół produkcyjny - Dead Space – Glen Schofield, Chuck Beaver, Bret Robbins - Grand Theft Auto IV – zespół produkcyjny - Prince of Persia – Jean-Cristophe Guyot, Ben Mattes - Tomb Raider: Underworld – zespół produkcyjny              | Casual (Casual) - Boom Blox – Steven Spielberg, Louis Castle, Amir Rahimi - Buzz! Quiz TV – David Amor, Andrew Eades, Lee Clare - Guitar Hero World Tour – zespół produkcyjny - LittleBigPlanet – Mark Healey, Dave Smith, Pete Smith - SingStar Vol 2 – Vera So, Gillian Connole, Kevin Mason - Wii Fit – zespół produkcyjny                                                                                   |
| Gra sportowa (Sports) - Race Driver: GRID – zespół produkcyjny - FIFA 09 – Andrew Wilson, David Rutter, Gary Paterson - Football Manager 2009 – zespół produkcyjny - MotorStorm: Pacific Rift – zespół produkcyjny - Pure – zespół produkcyjny - Wii Fit – zespół produkcyjny                                                                        | Gra na konsolę przenośną (Handled) - Professor Layton and the Curious Village – zespół produkcyjny - Geometry Wars: Galaxies – zespół produkcyjny (James Brooksby, Jim Mummery, David Millard) - God of War: Chains of Olympus – zespół produkcyjny - The Legend of Zelda: Phantom Hourglass – zespół produkcyjny - Patapon – zespół produkcyjny - Soul Bubbles – Olivier Lejade, Omar Cornut, Frédérick Raynal |
| Multiplayer (Multiplayer) - Left 4 Dead – Gabe Newell, Mike Booth, Chet Faliszek - Buzz! Quiz TV – David Amor, Andrew Eades, Lee Clare - Call of Duty 4: Modern Warfare – zespół produkcyjny - Gears of War 2 – zespół produkcyjny - Mario Kart Wii – zespół produkcyjny - Rock Band – Alex Rigopulos, Kasson Crooker                                | Najlepsza gra (Best Game) - Super Mario Galaxy – zespół produkcyjny - Call of Duty 4: Modern Warfare – zespół produkcyjny - Fable II – zespół produkcyjny - Fallout 3 – Todd Howard, Emil Pagliarulo, Gavin Carter - Grand Theft Auto IV – zespół produkcyjny - Rock Band – Alex Rigopulos, Eran Egozy, Mike Dornbrook                                                                                          |
| Oryginalna muzyka (Original Score) - Dead Space – Jason Graves, Don Veca - Assassin’s Creed – Jesper Kyd - Fable II – Russell Shaw - Fallout 3 – Inon Zur - LittleBigPlanet – Mat Clark, Daniel Pemberton, Kenneth Young - Metal Gear Solid 4: Guns of the Patriots – Harry Gregson-Williams                                                         | Osiągnięcie artystyczne (Artistic Achievement) - LittleBigPlanet – Kareem Ettouney, Mark Healey, Leo Cubbin - Assassin’s Creed – Jade Raymond, Patrice Desilets, Claude Langlais - Call of Duty 4: Modern Warfare – zespół produkcyjny - Dead Space – Ian Milham - Gears of War 2 – zespół produkcyjny - Metal Gear Solid 4: Guns of the Patriots – Yoji Shinkawa                                               |
| Osiągnięcie techniczne (Technical Achievement) - Spore – zespół produkcyjny - Assassin’s Creed – Jade Raymond, Patrice Desilets, Claude Langlais - Fable II – zespół produkcyjny - Fallout 3 – Todd Howard, Guy Carver - Grand Theft Auto IV – zespół produkcyjny - LittleBigPlanet – Alex Evans, Dave Smith, Leo Cubbin                             | Rozgrywka (Gameplay) - Call Of Duty 4: Modern Warfare – zespół produkcyjny - Grand Theft Auto IV – zespół produkcyjny - Left 4 Dead – Gabe Newell, Mike Booth, Chet Faliszek - Mario Kart Wii – zespół produkcyjny - Rock Band – Alex Rigopulos, Dan Teasdale, Tracy Rosenthal-Newsom - Super Mario Galaxy – zespół produkcyjny                                                                                 |
| Scenariusz i postać (Story And Character) - Call of Duty 4: Modern Warfare – zespół produkcyjny - Assassin’s Creed – Jade Raymond, Patrice Desilets, Claude Langlais - Fable II – zespół produkcyjny - Fallout 3 – Todd Howard, Emil Pagliarulo - Grand Theft Auto IV – zespół produkcyjny - Mass Effect – Casey Hudson, Drew Karpyshyn, Derek Watts | Strategia (Strategy) - Civilization Revolution – zespół produkcyjny - Advance Wars: Dark Conflict – zespół produkcyjny - Command & Conquer: Red Alert 3 – zespół produkcyjny - Ninjatown – Brandon Curiel, Jeremy Pope, Shawn Smith - SOCOM: U.S. Navy SEALs Tactical Strike – zespół produkcyjny - Viva Piñata: Pocket Paradise – Gary Richards, Paul Machacek, Joe Humfrey                                    |
| Wykorzystanie dźwięku (Use Of Audio) - Dead Space – Don Veca - Call of Duty 4: Modern Warfare – zespół produkcyjny - Gears of War 2 – zespół produkcyjny - Grand Theft Auto IV – zespół produkcyjny - LittleBigPlanet – Kenneth Young, Mark Healey, Leo Cubbin - Super Mario Galaxy – zespół produkcyjny                                             | |
| Źródło: BAFTA.org i Gry-Online | |

### BAFTA Fellowship
- Nolan Bushnell

### BAFTA Ones To Watch Award
Nagroda spoza standardowych kategorii, przyznana we współpracy z Dare to Be Digital.
- Boro-Toro – Matthew Booton, Yves Wheeler, Owen Schwehr, Adam Westwood, Graham Ranson
  - Origamee – Richard Barlow, Alberto Fustinoni, Jonathon Holmes, Kevin Dunlop, Jade Law
  - VegeMe – Guo Lin, Gao Ting, Zhang Jun, Laing Wei, Alexander Syminton

### GAME Award
Gra roku wybrana w głosowaniu publicznym.
- Call of Duty 4: Modern Warfare
  - Fallout 3
  - Gears of War 2
  - Grand Theft Auto IV
  - Guitar Hero World Tour
  - Left 4 Dead
  - LittleBigPlanet
  - Professor Layton And The Curious Village
  - Wii Fit
  - World of Warcraft: Wrath of the Lich King

## Gry, które otrzymały wiele nagród lub nominacji
| Nominacje | Gra                                      |
| --------- | ---------------------------------------- |
| 7         | Call of Duty 4: Modern Warfare           |
| 7         | Grand Theft Auto IV                      |
| 6         | LittleBigPlanet                          |
| 5         | Fable II                                 |
| 5         | Fallout 3                                |
| 4         | Assassin’s Creed                         |
| 4         | Dead Space                               |
| 4         | Gears of War 2                           |
| 3         | Left 4 Dead                              |
| 3         | Rock Band                                |
| 3         | Super Mario Galaxy                       |
| 3         | Wii Fit                                  |
| 2         | Buzz! Quiz TV                            |
| 2         | Guitar Hero World Tour                   |
| 2         | Mario Kart Wii                           |
| 2         | Metal Gear Solid 4: Guns of the Patriots |
| 2         | Professor Layton and the Curious Village |

| Nagrody | gra                            |
| ------- | ------------------------------ |
| 3       | Call of Duty 4: Modern Warfare |
| 2       | Dead Space                     |